# Zbór Kościoła Zielonoświątkowego w Kaliszu
Zbór Kościoła Zielonoświątkowego w Kaliszu – zbór Kościoła Zielonoświątkowego w RP znajdujący się w Kaliszu, przy ulicy Stawiszyńskiej 8.
Nabożeństwa odbywają się w niedzielę o godzinie 10:00 i czwartek o godzinie 18:00. 
Obecnie pastorem jest Tomasz Wielgosz. 